# ウィニペグ・ジェッツ (2011-)
ウィニペグ・ジェッツ（Winnipeg Jets）はカナダ・マニトバ州ウィニペグを本拠としているナショナルホッケーリーグ（NHL）所属のプロアイスホッケーチームである。
なお、1996年までウィニペグには同名のチーム、ウィニペグ・ジェッツ（現：アリゾナ・コヨーテズ）が存在していたが、経営母体、歴史的経緯などが異なる別チームであるため、当記事では分けて解説する。

## 歴史
ジェッツの前身となるアトランタ・スラッシャーズは1997年にアトランタ・フレームスの代替チーム（フレームスは1980年にカルガリーに移転しカルガリー・フレームスとなった）として、NHLのフランチャイズ権を獲得した。2007年にチーム初のプレーオフ進出を果たしたが第1ラウンドで、ニューヨーク・レンジャースに、4連敗の末敗退した。その後はプレーオフ争いどころか下位に低迷するシーズンが続いた。
2011年4月頃、経営不振と観客減少に喘ぐスラッシャーズが新たにフランチャイズ移転を摸索している話が、ニュースを中心に流れ、ウィニペグ市民からはジェッツ復活の期待が高まった。後に2011年5月にカナダの企業「トゥルー・ノース（True North Sports and Entertainment）社」に所有権が譲渡され、5月31日にコミッショナーから新たなフランチャイズをマニトバ州に移転することを発表、市民は歓喜の渦に包まれ、見切り発進にも拘わらずNHLシーズンチケットは発表後、数日で完売した。後にマニトバ州ウィニペグに本拠地を移動しチーム名を、長年親しまれていたウィニペグ・ジェッツに改名することが発表され、同年6月にNHLから正式に承認された。
なお、ジェッツのチーム名はウィニペグ郊外に北アメリカ航空宇宙防衛司令部の空軍基地が存在することに因み、ジェット機（戦闘機）に由来する。新たなチームマークは戦闘機を図案化し、カナダの象徴となっているメイプルリーフ（サトウカエデ）に見立てたものとなっており、新ユニフォームのお披露目式は空軍基地で行われている。

移転した後もプレーオフに縁のないシーズンが続いた。2013-14シーズンにはイースタン・カンファレンスからウエスタン・カンファレンスに移動した。翌2014-15シーズンにウィニペグ移転後初となるプレーオフ進出を果たす。プレーオフでは第1ラウンドでアナハイム・ダックスに4連敗を喫した。2017-18シーズンではアトランタ時代を含めプレーオフ初勝利を果たすと、カンファレンスファイナルまで進出。試合はベガス・ゴールデンナイツに1勝4敗で敗れ、初のスタンレー・カップファイナル進出はならなかった。